# 黄羊镇
黄羊镇，是中华人民共和国甘肃省武威市凉州区下辖的一个乡镇级行政单位。

## 行政区划
黄羊镇下辖以下地区：
岔路口社区、新街社区、科教园社区、新华街社区、黄羊村、广场村、横沟村、土塔村、长丰村、三河村、渠中村、七里村、西河村、中腰村、李宽村、唐沟村、大墩村、新店村、峡沟村、平沟村、天桥村、严庄村、二坝村、上庄村、新中村、杨房村、杨家洼村和黄羊河农场村。